# Франциск Відорт
Франциск (Франц) Відорт (пол. Franciszek Widort), (* 1831 — † після 1897)  — український поет, співак, торбаніст.

## Біографія
Син торбаніста Каєтана Відорта і онук Грегора Відорта. Був торбаністом при дворі князя Романа Санґушка. На початку 1890-х від нього Микола Лисенко записав кілька творів для торбана сім'ї Відортів які згодом оприлюднив. Навчав гри на торбані дівчат з багатих родин.
Основу його репертуару становили народні пісні та думи. Зокрема пісня-дума про Саву Чалого, пісні «Ой не ходи, Грицю», «Була Польща», «Казала мені Солоха», «Про Кармелюка», «Їхав козак за Дунай», «У сусіда хата біла» та ін.
І коли дід Григорій, та батько Каетан складали пісні про козацькі подвиги, то Франциск співав уже та складав мадригали на родинні свята свого пана.